# Buddleja filibracteolata
Buddleja filibracteolata är en flenörtsväxtart som beskrevs av J.A.González och J.F.Morales. Buddleja filibracteolata ingår i släktet buddlejor, och familjen flenörtsväxter. Inga underarter finns listade i Catalogue of Life.